# Cathy Jamieson

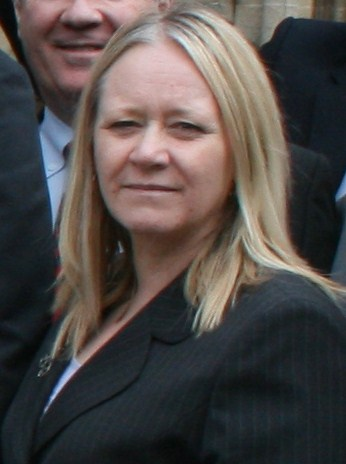
Cathy Jamieson

Cathrine Mary Jamieson, meist Cathy Jamieson (* 3. November 1956 in Kilmarnock) ist eine schottische Politikerin und Mitglied von Labour sowie der Co-operative Party.

## Leben
Jamieson besuchte die James Hamilton Academy in Kilmarnock und studierte anschließend an der Glasgow School of Art. Sie wechselte dann an das Goldsmiths College der Universität London, um im Anschluss einen Abschluss aus dem sozialwissenschaftlichen Bereich der Universität Glasgow und ein Managementdiplom an der Glasgow Caledonian University zu erwerben. In den folgenden Jahren war Jamieson als Sozialarbeiterin im Bereich Kinder- und Jugendhilfe tätig.

## Politischer Werdegang
Bei den ersten Schottischen Parlamentswahlen im Jahr 1999 trat Jamieson erstmals zu Wahlen auf nationaler Ebene an. Sie bewarb sich um das Direktmandat des Wahlkreises Carrick, Cumnock and Doon Valley und konnte sich mit deutlichem Vorsprung gegen den SNP-Kandidaten Adam Ingram durchsetzen. 2001 wurde sie zur Staatssekretärin für Bildung und Jugendliche ernannt. Nachdem Jamieson ihr Mandat für das Schottische Parlament bei den Parlamentswahlen 2003 verteidigte, wurde sie zur Staatssekretärin für Justiz bestellt. Trotz Stimmverlusten gewann Jamieson bei den Parlamentswahlen 2007 abermals das Direktmandat ihres Wahlkreises. Im Schattenkabinett der Labour Party war sie zunächst als Gesundheitsministerin, später als Ministerin für Wohnungsbau und Erholung vorgesehen.
Seit 2000 war Jamieson stellvertretende Fraktionsführerin der Labour Party, trat jedoch 2008 zurück. Im selben Jahr kandidierte sie bei den Wahlen um den Parteivorsitz, verlor aber gegen Iain Gray. Nachdem der Labourabgeordnete im Britischen Unterhaus Des Browne ankündigte zu den Unterhauswahlen 2010 kein weiteres Mal anzutreten, wurde Jamieson zur Nachfolgerin in dessen Wahlkreis Kilmarnock and Loudoun bestimmt. Bei den Unterhauswahlen im Jahr 2010 gewann sie mit deutlichem Vorsprung das Direktmandat des Wahlkreises und zog erstmals in das Britische Unterhaus ein. Zu den Schottischen Parlamentswahlen 2011 trat sie nicht an und schied aus dem Parlament aus. Bei den Unterhauswahlen 2015 konnte sich Jamieson nicht gegen den SNP-Kandidaten Alan Brown durchsetzen und sie schied in der Folge aus dem britischen Unterhaus aus.